# Giardiasis
Die Giardiasis (Syn.: Lambliasis, Lamblienruhr) ist eine durch das Geißeltierchen Giardia intestinalis (Genotyp A und B) hervorgerufene Erkrankung des Menschen. Auch andere Säugetiere können an einer Giardiose erkranken, wobei hier andere Genotypen als Auslöser ermittelt wurden. Die beim Menschen vorkommenden Genotypen können auch bei Hunden (→ Giardiose des Hundes) und Katzen eine Erkrankung auslösen.

## Schadwirkung und Epidemiologie

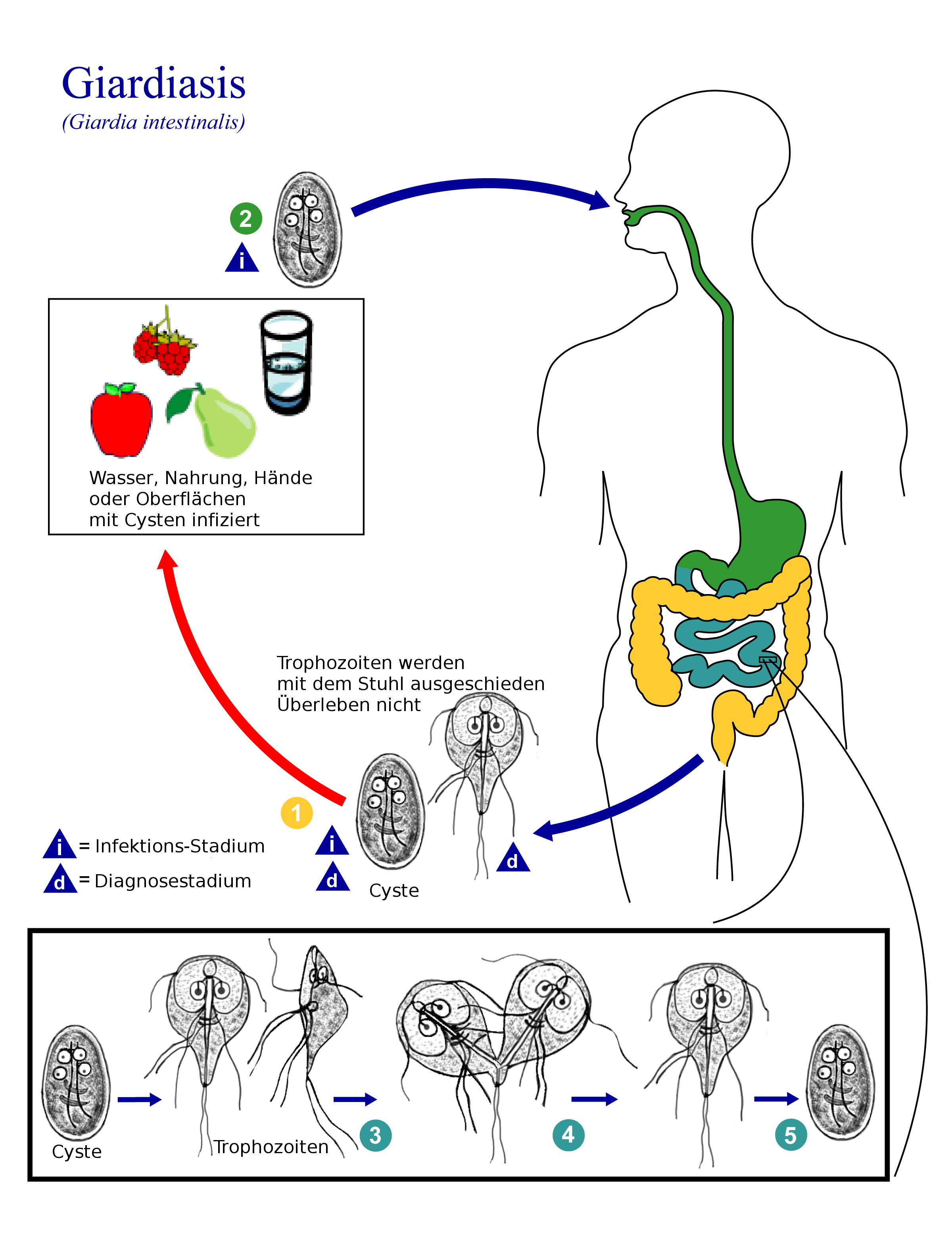
Lebenszyklus von Giardia intestinalis

Im Gegensatz zu Entamoeba histolytica ist Giardia intestinalis nicht invasiv, die Schleimhautzellen werden nicht zerstört. Es kommt aber zu einer Einschränkung ihrer Funktion und zu einer Entzündung. Die Symptome einer Giardiasis (Lamblienruhr) sind Durchfall, Blähungen und selten auch Fieber, und es kommt in schweren Fällen zu einer Mangelernährung. In Kanada findet sich die landläufige Bezeichnung Biberfieber (beaver fever), da die Erreger vermeintlich durch Biberkot in das Wasser gelangen.
Ein Problem besteht darin, dass es Menschen gibt, die zwar Giardia in ihrem Darm tragen, aber keine krankhaften Symptome zeigen. Diese scheiden monatelang Zysten aus, die dann bei unzureichender Hygiene andere Menschen infizieren. Jedoch gelingt es dem Immunsystem normalerweise, die Trophozoiten innerhalb weniger Wochen zu eliminieren. Die Inkubationszeit beträgt eine bis etwa zehn Wochen.
Jedes Jahr erkranken rund 200 Millionen Menschen an Giardiasis. Die Krankheit kann in Entwicklungsländern ein bedeutendes Problem sein. Besonders betroffen sind Menschen aus sozial schwächeren Gesellschaftsschichten und solche unter schlechten sanitären Bedingungen. Während die Prävalenz in Deutschland bei etwa 1,5 % liegt, beträgt sie in Indien zwischen 50 und 70 %, in Uganda bei 41 % in Ägypten bei 35 % und in Brasilien und Peru bei 24 %. Die Zahl der Todesfälle, die auf Giardia intestinalis zurückzuführen sind, ist, etwa im Vergleich zu der von Malaria, völlig unbedeutend. Giardia ist ein möglicher Erreger der Reisediarrhoe.
Giardia intestinalis wurde bisher in über 140 Ländern gefunden und ist somit weltweit verbreitet. In gemäßigten Zonen sind bis zu 25 % der Kinder und 10 % der Erwachsenen von ihr befallen. Noch höhere Durchseuchung findet man in den Tropen. In europäischen Ländern führt der Einzeller sehr selten zu Infektionen, aber unter Rückkehrern aus den Tropen beträgt die Prävalenz etwa 4 %. Rinder und Schafe sind je nach Gegend bis zu 30 % infiziert.

## Krankheitsentstehung
Giardia wird in Form von Zysten mit kontaminiertem Wasser oder Nahrungsmitteln aufgenommen, wobei die Verbreitung durch Fliegen sehr effektiv ist. Die Infektion von mit zoonotischen Giardien-Assemblagen befallenen Haustieren spielt kaum eine Rolle.
Die ausgewachsenen Trophozoiten heften sich im Dünndarm an die Mikrovilli des Dünndarmgewebes. Mit dem Stuhl des befallenen Patienten werden ab drei bis vier Wochen nach der Erstinfestation weitere Zysten freigesetzt, die wiederum andere Personen infizieren können. Der Parasitenbefall im Dünndarm kann jahrelang anhalten.

## Krankheitszeichen
Häufig bleibt die eigentliche Infektion ohne Beschwerden. Ein Teil der Patienten entwickelt nach mehreren Wochen Abgeschlagenheit, Müdigkeit und krampfartige Bauchschmerzen sowie unblutige Durchfälle. Bei chronischem Parasitenbefall kann ein Maladsorptionssyndrom mit Gewichtsverlust auftreten. Das Risiko ist für Kinder und Menschen mit geschwächtem Immunsystem erhöht. Ebenso können Entzündungen der Gallenwege, insbesondere nach diagnostischer Instrumentierung auftreten.

## Diagnose
Der Nachweis von Trophozoiten oder Zysten kann im Stuhl erfolgen oder (nach einer Magen-Darmspiegelung) aus Dünndarmsekret, ggf. aus Biopsien der Schleimhaut des Zwölffingerdarmes. Weiterhin ist der Nachweis von Giardia-Antigen im Stuhl mittels ELISA und PCR möglich. Zum sicheren Ausschluss einer Infektion ist die Untersuchung von drei möglichst frischen Stuhlproben erforderlich, da die Trophozoiten sich rasch im Stuhl zersetzen und Zysten nicht bei jedem Patienten in jedem Krankheitsstadium nachweisbar sind. Es sind auch Fixierlösungen auf dem Markt, in denen sich die Trophozoiten nicht zersetzen.

## Behandlung
Zur Behandlung wird vor allem Metronidazol eingesetzt, alternativ können Albendazol, Mebendazol, Secnidazol, Tinidazol, Furazolidon oder Quinacrin eingesetzt werden.
Es gibt aber Fälle, bei denen, trotz erfolgreicher Eliminierung des Erregers, Magen-Darm-Probleme über Monate persistieren können. Vermutlich kann eine Giardiasis anhaltende Funktionsstörungen wie Laktoseintoleranz, Reizdarmsyndrom und eventuell sogar eine Nahrungsmittelunverträglichkeit auslösen.